# 胡守
胡守（1469年—？年），字仁甫，江西饶州府餘干縣人，民籍。

## 生平
治《礼记》，行十四，由國子生中式甲子科（1504年）江西鄉試第九名舉人，年四十歲中式正德三年（1508年）戊辰科會試第二百三十八名，第三甲第六十六名進士。授处州府推官，遷常州府通判，官至按察司佥事。

## 家族
曾祖胡福安。祖父胡高。父胡钟（1438年-1513年），字文声，號静庵。母霍氏。具庆下，兄宦、富、弟崇。